# Саляфы
Саляфы (араб. سلف‎ —  предки, предшественники‎), праведные предшественники (араб. السلف الصالح‎‎) — первые три поколения мусульман, включая сподвижников Пророка Мухаммада, его последователей (табиин) и последователей последователей (таби ат-табиин). Производным от слова «саляф» является термин «саляфиты», служащий для обозначения тех, кто в различные периоды истории ислама выступал с призывами ориентироваться на образ жизни и веру саляфов.

## В Коране
10. И будут опередившие их всех в добре, которые опередят их и в Раю.
11. Это будут приближенные,
12. которые пребудут в Садах блаженства.
13. Многие из них — из первых поколений, 
14. и лишь немногие — из последних.
— Сура аль-Вакиа
100. Аллах доволен первыми из мухаджиров и ансаров, которые опередили остальных, и теми, которые последовали строго за ними. Они также довольны Аллахом. Он приготовил для них Райские сады, в которых текут реки. Они пребудут там вечно. Это — великое преуспеяние.
— Сура ат-Тауба

## Асхабы
Асхабы (араб. الصحابة‎ —  друзья‎), сахаба (араб. صحابي‎ —  друг‎), — сподвижники пророка Мухаммеда, видевшие, уверовавшие в него и умершие на этой вере. К сахабам также относятся мухаджиры (араб. المهاجرون‎ —  переселенцы‎), переселившиеся в 622 году из Мекки в Медину и ансары (араб. أنصار‎ —  помощники‎) — жители Медины, принявшие у себя мекканских переселенцев.

## Табиины
Табиин (араб. تابعون‎ —  последователь‎) — мусульманин, живший во времена пророка Мухаммеда, но не видевший его лично, либо тот, кто видел и общался со сподвижниками пророка Мухаммеда. Среди табиинов были, Абу Ханифа и другие известные исламские богословы.

## Таби ат-табиин
Таби ат-табиин (араб. تبع التابعين‎ —  последователь табиинов‎) — ученики табиинов, которые никогда не видели сподвижников пророка Мухаммеда. Среди табиинов были такие известные исламские богословы, как Абд ар-Рахман ибн Абдаллах, Ахмад ибн Ханбаль, Джафар ас-Садик, Малик ибн Анас, Мухаммад аш-Шафии, Тарик ибн Зияд и другие.

## Цитаты о саляфах
В сборниках хадисов аль-Бухари, Муслима и др. сохранились цитаты пророка Мухаммеда о саляфах.
- «Лучшие люди в моей общине — это мое поколение, а затем следующие за ним, и затем следующие за ним. Затем появятся люди, которые будут свидетельствовать и не приводить свидетелей, будут совершать предательства, из-за чего им не будут доверять, будут давать обеты и не выполнять их. И они будут жирными»[3].
- «Вы не перестанете пребывать в благополучии до тех пор, пока среди вас будут находиться те, кто видел меня и сопровождал меня. И клянусь Аллахом, вы не перестанете пребывать в благополучии до тех пор, пока среди вас будут находиться те, кто видел тех, кто видел меня, и сопровождал тех, кто сопровождал меня»[4].

Имам Абу Са’д ас-Сам’ани писал: «Слово „саляфит“ означает причисление себя к саляфам и следование их мазхабу, о котором тебе стало известно».
Хафиз аз-Захаби писал: «Саляфит (саляфий) – это тот, кто следует по мазхабу саляфов».
Имам ас-Саффарини говорил: «Под мазхабом  саляфов подразумевается то, на чем были благородные сподвижники пророка (мир ему и благословение Аллаха) и их последователи (таби’ун), известные своим благочестием, а также имамы нашей религии, о которых засвидетельствовали, что они действительно являлись великими имамами уммы».
Шейх Ибн аль-Къайим говорил: “Было сказано относительно пути саляфии: «Путь для подражания».
Хафиз Ибн Раджаб, описывая книгу «‘Акъида аль-Уаситыя», сказал: «Ученые единогласны, что это вероубеждение – суннитское, саляфитское!».